# Coltura artificiale dei tessuti
La coltura artificiale dei tessuti è una serie di tecniche usate per mantenere o far crescere cellule, tessuti od organi vegetali in condizioni sterili su un mezzo di coltura nutriente di composizione nota. La coltura artificiale dei tessuti è usata ampiamente per produrre i cloni di una pianta in un metodo noto come micropropagazione. Le diverse tecniche della coltura artificiale dei tessuti possono offrire certi vantaggi sui metodi tradizionali di propagazione, compresi:
- La produzione di copie esatte di piante che producono fiori e frutti particolarmente buoni o possiedono altri tratti desiderabili.
- Per produrre rapidamente piante mature.
- La produzione di multipli di piante in assenza di semi o degli impollinatori necessari per produrre i semi stessi.
- La rigenerazione di intere piante da cellule vegetali che sono state geneticamente modificate.
- La produzione di piante in contenitori sterili che permette loro di essere spostate con rischi grandemente ridotti di trasmettere malattie, parassiti e patogeni.
- La produzione di piante da semi che altrimenti avrebbero bassissime possibilità di germinare e di crescere, ad es. orchidee e nepente.
- Per pulire particolari piante da infezioni virali e di altro tipo e moltiplicarle rapidamente come "ceppo puilito" per l'orticoltura e l'agricoltura.

La coltura artificiale dei tessuti fa affidamento sul fatto che molte cellule vegetali hanno la capacità di rigenerare un'intera pianta (totipotenza). Singole cellule, cellule vegetali senza pareti cellulari (protoplasti), pezzi di foglie o (meno comunemente) di radici possono spesso essere usati per generare una nuova pianta su mezzi di coltura, dati i nutrienti e gli ormoni vegetali richiesti.

## Tecniche
La moderna coltura artificiale dei tessuti è eseguita in condizioni asettiche in aria con filtri HEPA prodotta da una cappa a flusso laminare. I materiali vegetali viventi provenienti dall'ambiente sono naturalmente contaminati sulle loro superfici (e talvolta al loro interno) da microorganismi, perciò è richiesta la sterilizzazione del materiale di partenza (espianti) in soluzioni chimiche (di solito ipoclorito di sodio o di calcio o cloruro mercurico). Il cloruro mercurico si usa raramente oggi come sterilizzante vegetale, a meno che non si trovi che altri agenti sterilizzanti siano inefficaci, poiché è pericoloso da usare ed è difficile da eliminare. Gli espianti sono poi posti di solito sulla superficie di un mezzo di coltura solido, ma a volte sono posti direttamente in un mezzo liquido, particolarmente quando si desiderano colture di sospensione cellulare. I mezzi solidi e liquidi sono composti generalmente di sali inorganici più alcuni nutrienti organici, vitamine e ormoni vegetali. I mezzi solidi sono preparati da mezzi con l'aggiunta di un agente gelificante, di solito agar purificato.

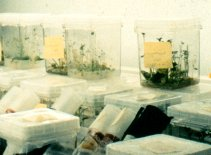
Espianti di patate con coltura di tessuti in vitro

La composizione del mezzo, particolarmente gli ormoni vegetali e la sorgente di azoto (sali di nitrato rispetto a quelli di ammonio o amminoacidi) hanno effetti profondi sulla morfologia dei tessuti che crescono dall'espianto iniziale. Ad esempio, un eccesso di auxina darà spesso come risultato una proliferazione di radici, mentre un eccesso di citochinina può produrre germogli. Un bilanciamento sia di auxina che di citochinina produrrà spesso la crescita disorganizzata di cellule, o callo, ma la morfologia dell'ecrescenza dipenderà dalla specie vegetale come pure dalla composizione del mezzo. Mentre le colture crescono, delle parti sono tipicamente recise e trasferite a nuovi mezzi (sottocolture) per consentire la crescita o alterare la morfologia della coltura. L'abilità e l'esperienza del coltivatore dei tessuti sono importanti nel giudicare quali parti coltivare e quali scartare.
Quando i germogli emergono da una coltura, possono essere recisi e piantari con l'auxina per produrre pianticelle che, quando sono mature, possono essere trasferite a terreno per vasi per l'ulteriore crescita in serra come piante normali.

## Scelta dell'espianto
Il tessuto ottenuto dalla pianta per la coltura è chiamato espianto. In base al lavoro condotto su certi sistemi modello, in particolare il tabacco, si è spesso sostenuto che un espianto totipotente possa essere fatto crescere a partire da qualsiasi parte della pianta. Tuttavia, questo concetto in pratica è stato invalidatato. In molte specie gli espianti i diversi organi variano nei loro tassi di crescita e rigenerazione, mentre alcuni non crescono affatto. La scelta del materiale per l'espianto determina anche se le pianticelle sviluppatesi attraverso la coltura dei tessusi sono aploidi o diploidi. Anche il rischio della contaminazione microbica è aumentato con espianti inappropriati. Pertanto è molto importante che anteriormente alla coltura dei tessuti sia fatta una scelta appropriata dell'espianto.
Le specifiche differenze nel potenziale di rigenerazione dei diversi organi ed espianti hanno varie spiegazioni. I fattori significativi comprendono differenze nello stadio delle cellule nel ciclo cellulare, la disponibilità di o la capacità di trasportare regolatori endogeni della crescita, e le capacità metaboliche delle cellule. Gli espianti di tessuti più comunemente utilizzati sono le estremità meristematiche delle piante come la punta del fusto, la punta ausiliaria della gemma e la punta della radice. Questi tessuti hanno elevati tassi di divisione cellulare e concentrano o producono le sostanze richieste per la regolazione della crescita, comprese le auxine e le citochinine.
I percorsi attraverso i quali intere piante sono rigenerate da cellule e tessuti o da espianti come i meristemi ricadono in linea di massima in tre tipi:
1. Il metodo nel quale gli espianti che includono un meristema (ossia le punte o i nodi dei germogli) sono fatti crescere su mezzi appropriati integrati con regolatori della crescita delle piante per indurre la proliferazione di germogli multipli, seguita dal radicamento dei germogli recisi per rigenerare intere piante,
2. Il metodo nel quale la totipotenza delle cellule è realizzata sotto forma di organogenesi de novo, o direttamente sotto forma di induzione di meristemi dei germogli sugli espianti o indirettamente mediante un callo (massa disorganizzata di cellule risultante dalla proliferazione di cellule dell'espianto) e le piante sono rigenerati attraverso l'induzione di radici sui germogli risultanti,
3. Embriogenesi somatica, nel quale embrioni avventizi asessuati (comparabili agli embrioni zigotici nella loro struttura e nel loro sviluppo) sono indotti direttamente sugli espianti o indirettamente attraverso una fase callosa.

Il primo metodo che coinvolge i meristemi e l'induzione di germogli multipli è il metodo preferito per l'industria della micropropagazione poiché i rischi della variazione somaclonale (variazione genetica indotta nella coltura dei tessuti) sono minimi quando sono comparati agli altri due metodi. L'embriogenesi somatica è un metodo che ha il potenziale per essere parecchie volte più alto per quanto riguarda i tassi di moltiplicazione ed è suscettibile di essere maneggiato mei sistemi di coltura liquida come i bioreattori.
Alcuni espianti, come la punta della radice, sono difficili da isolare e sono contaminati dalla microflora del suolo che diventa problematica durante il processo di coltura dei tessuti. Certi tipi di microflora del suolo possono formare strette associazioni con i sistemi radicali, o perfino crescere all'interno della radice. Le particelle di suolo legate alle radici sono difficili da rimuovere senza arrecare danni alle radici che poi permettono l'attacco microbico. Questa microflora associata generalmente ricopre il mezzo di coltura dei tessuti prima che vi sia una crescita significativa del tessuto vegetale.
Gli espianti aerei (del suolo superiore) sono anche ricchi di microflora indesiderabile. Tuttavia, essa è rimossa più facilmente dall'espianto mediante un lavaggio delicato, e il resto di solito può essere ucciso mediante una sterilizzazione superficiale. La maggior parte della microflora superficiale non forma associazioni strette con il tessuto delle piante. Tali associazioni di solito si possono trovare mediante un'ispezione visiva come un mosaico, una decolorazione o una necrosi localizzata sulla superficie dell'espianto.
Un'alternativa per ottenere espianti incontaminati è prendere gli espianti dai semenzali che sono cresciuti asetticamente da semi sterilizzati in superficie. La superficie dura del seme è meno permeabile alla penetrazione di agenti sterilizzanti superficiali aggressivi, come l'ipoclorito, perciò le condizioni accettabili della sterilizzazione usata per i semi possono essere molto più stringenti dei tessuti vegetativi.
Le piante coltivate dai tessuti sono cloni. Se la pianta madre originale usata per produrre i primi espianti fosse sensibile a una condizione patogena o ambientale, l'intera coltura sarebbe sensibile allo stesso problema. Per converso, anche qualunque tratto positivo rimarrebbe all'interno della stirpe.
Alcuni tessuti coltivati sono lenti nella loro crescita. Per loro ci sarebbero due opzioni: (i) Ottimizzare il terreno di coltura, (ii) Coltura in modo sano e con forza crescente tessuti o varietà.
Necrosi potrebbe rovinare i tessuti in coltura. Generalmente, necrosi del tessuto varia in diverse varietà di piante. Quindi, può essere migliorata coltivando sano e vigorosamente crescente varietà o tessuti.

## Applicazioni
La coltura artificiale dei tessuti è ampiamente usata nella scienza delle piante; ha anche parecchie applicazioni commerciali, tra le quali si possono citare:
- La micropropagazione è usata ampiamente in silvicoltura e in floricoltura. La micropropagazione può essere usata anche per conservare specie vegetali rare o a rischio.[3]
- Un allevatore di piante può utilizzare la coltura dei tessuti per selezionare cellule piuttosto che piante per isolare caratteri vantaggiosi, ad es. la resistenza/tolleranza ai diserbanti.
- La crescita su larga scala di cellule vegetali in coltura liquida nei bioreattori per la produzione di composti preziosi, come metaboliti secondari derivati dalle piante e proteine ricombinanti usati come biofarmaci.[4]
- Incrociare specie lontanamente imparentate mediante fusione dei protoplasti e rigenerazione del nuovo ibrido.
- Fare l'impollinazione incrociata di specie lontanamente imparentate e poi la coltivazione dei tessuti dell'embrione risultante che altrimenti normalmente morirebbe (recupero dell'embrione).
- Per la produzione di piante monoploidi doppie (ploidia) da colture aploidi per ottenere stirpi omozigoti più rapidamente nei programmi di allevamento, solitamente mediante trattamento con la colchicina che causa il raddoppiamento del numero cromosomico.
- Come tessuto per la trasformazione, seguita o dalla sperimentazione a breve termine di costrutti genetici o dalla rigenerazione di piante transgeniche.
- Certe tecniche come la coltura delle punte meristematiche possono essere usate per produrre materiale vegetale pulito da ceppi viralizzati, come le patate e varie specie di frutti morbidi.
- La micropropagazione che usa la coltura dei meristemi e dei germogli per produrre grandi numeri di individui identici.
- Può essere ottenuta la produzione di identiche specie ibride sterili.

## Laboratori
Anche se alcuni coltivatori e serre hanno i propri laboratori per propagare le piante per mezzo della tecnica della coltura dei tessuti, parecchi laboratori indipendenti forniscono servizi di propagazione personalizzati. La Plant Tissue Culture Information Exchange Archiviato il 17 luglio 2011 in Internet Archive. elenca molti laboratori commerciali di coltura dei tessuti. Poiché la coltura artificiale dei tessuti è un processo ad alta intensità di lavoro, questo sarebbe un importante fattore nel determinare quali piante sarebbero commercialmente vitali da propagare in un laboratorio.